# 651년

## 연호
- 당(唐) 영휘(永徽) 2년
- 일본(日本) 하쿠치(白雉) 2년

## 기년
- 당(唐) 고종(高宗) 2년
- 신라(新羅) 진덕여왕(眞德女王) 5년
- 고구려(高句麗) 보장왕(寶臧王) 10년
- 백제(百濟) 의자왕(義慈王) 11년

## 사건
- 백제의 사신이 당나라에 조공하러 가자, 당 고종은 고구려·신라와 전쟁을 하지 말라고 타일렀다.

## 탄생
- 고구려(高句麗)의 문신(文臣) 연헌성(淵獻誠)

## 참고 문헌
- 김부식 (1145), 《삼국사기》  〈권28 백제본기 제육(百濟本紀第六) 의자왕(위키문헌 번역본)〉  /(국사편찬위원회 > 한국사데이타베이스 번역본)